# Манчаары
Василий Фёдоров, или Манчаары, или Басылай Манчаары, или Василий Фёдорович Слободчиков (06.1805—06.11.1870) — якутский национальный герой, выступивший против гнёта местных феодалов, «благородный разбойник». Широко известный сказитель и запевала, мастер импровизации. Образ Манчаары был неоднократно освещён в русской, якутской и советской литературе.
Игры Манчаары — соревнования по национальным видам спорта, которые проводятся в Якутии раз в четыре года с 1968 года.

## Биография
Василий Фёдоров родился в Догдонгинском наслеге Мегино-Кангаласского улуса. В молодости богатый родственник Фёдорова, В. Слободчиков — Чоочо (по другим источникам Чочо), унизительно наказал его за незначительный проступок. Фёдорова высекли на площади, что у якутов равносильно лишению чести, а потом отправили в тюрьму и на каторжные работы в Охотский солеваренный завод. Манчаары решил отомстить Чоочо. В одной из песен о нём сказано: «Сок наших суставов, наши слезы они пьют, потому жиреют…».
В 1830—1840 годах Манчаары был руководителем стихийных возмущений бедноты против социальной несправедливости, отнимая богатство у богатых (тойонов), раздавал его бедным. Известно, что он с товарищами совершил 18 набегов только летом 1833 года. Его вместе с сообщниками неоднократно ловили царские власти, которые называли его разбойником и грабителем, но он совершал побеги из тюрьмы.
Манчаары известен также тем, что за всю свою «разбойничью» жизнь не убил ни одного человека, включая своего главного обидчика — дядю Чоочо, которого всё же держал на мушке, но простил.
В 1847 году Манчаары приговорили к 10 годам тюремного заключения, содержался в камере он прикованным цепью к стене. По окончании срока Манчаары оставался прикованным ещё 2 года, до 1859 года. После этого его выслали на поселение в Бордонский наслег Мархинского улуса (ныне Мальжагарский наслег Нюрбинского улуса), где он жил спокойной жизнью, женился, обзавёлся хозяйством, имел покосное место, названное «Манчаары атага». Умер 6 ноября 1870 года в возрасте 65 лет. В 1928 году приёмный сын Манчаары Савва Егоров по прозвищу Бадьыай был ещё жив, ему тогда было около 70 лет.

## Внешность
Прижизненных изображений Манчаары не сохранилось. Существует скульптурный портрет Манчаары работы советского антрополога и скульптора Галины Лебединской, ученицы М. М. Герасимова, выполненный ею по методу Герасимова восстановления лица по черепу.

## Творчество
Самые ранние записи песен Манчаары были сделаны в 1920—1930-х годах. До этого они передавались якутскими народными певцами в устной традиции. В общей сложности известно более 30 песен, основной темой которых является любовь к Родине, вера в счастливую жизнь и протест против социальной несправедливости. Специалисты отмечают, что «песни Манчаары созданы в форме традиционной народной поэзии якутов с богатой анафорой, аллитерацией, устойчивыми эпитетами, пространными сравнениями, синтаксическими параллелизмами».
Сохранилась информация, что Манчаары также исполнял олонхо, то есть был олонхосутом или сказителем. По устным данным среди исполняемых Василием Фёдоровым олонхо были «Күн Эрили», «Улдьаа Боотур», «Кыыс Дьурайа Куо», «Бэриэт Бэргэн», «Оҕo Ньургун», «Алаатыыр Ала Туйгун».

## Увековечение памяти
Имя Манчаары вошло во многие якутские литературные произведения. О нём сложены поэмы М. А. Александрова, Н. Ф. Борисовского, легенды В. Г. Короленко, А. Е. Кулаковского, драмы В. В. Никифорова, А. И. Софронова, новеллы Софр. П. Данилова.
- Софрон Данилов. Манчары / редактор М. Ф. Мусиенко. — Москва: «Детская литература», 1971. — 160 с. — 100 000 экз.

Национальная библиотека Республики Саха (Якутия) публикует следующий список изданных работ, связанных с Манчаары:
- Манчаары Баhылай. Ырыалар-тойуктар (Песни-импровизации). — Якутск, 1994;
- Манчаары норуот номоҕор. — Якутскай, 1972;
- Сказы о Манчары. — Якутск, 1993;
- Манчаары Баһылай. — Якутск, 1946;
- Ионова О. В. Василий Манчары. — Якутск, 1946;
- Башарин Г. П. Аграрные отношения в Якутии (60-е годы XVII I — середина XIX в.). — М., 1956;
- Эргис Г. У. Очерки по якутскому фольклору. — М., 1974;
- Сафронов Ф. Г. Василий Манчары. — Якутск, 1991;
- А.Гаврильева — полнометражный художественный фильм «Манчаары-Василий» −2004-2007гг Якутия.

В честь В.Ф. Слободчикова названы:
-Праздник национальных видов спорта "Игры Манчаары"
-Улица в Строительном округе г. Якутска.
До настоящего времени сохранились столбы от юрты Фёдоровых, коновязь и другие остатки быта.

## Критика
Советская историография была склонна позиционировать Манчаары классовым борцом, «грозой богачей и защитником бедноты».

### Публикации в газетах
- Абрамов, В. Күөх Кэтириинэ уонна Манчаары : [200 сааhыгар] // Кыым. — 2002. — Алтынньы 10 к. (якут.)
- Абрамов, В. Манчаары төрөппүттэрэ уонна оҕо сааhа : [Манчаары Баhылай 200 сааhын көрсө] // Киин куорат. — 2002. — Муус устар 26 к. (якут.)
- Абрамов, В. Манчаары олоҕун сорох кэрчиктэрэ : [Саха норуотун легендарнай геройа Манчаары Баhылай 200 сааhыгар] // Киин куорат. — 2001. — Ахсынньы 21 к. (якут.)
- Абрамов, В. Манчаары чугас доҕотторо // Киин куорат. — 2001. — От ыйын 27 к. (якут.)
- Брызгалов, И. Номох буолбут олох : [200 сыллаах үбүлүөйгэ бэлэмнэнии үлэлэр] // Саха сирэ. — 2003. — Алтынньы 28 к. (якут.)
- Кириллин, Н. Манчаарыны кытта Мэгэдьэк ыhыаҕар көрсүhүү : [Манчаары 200 сааhыгар] // Киин куорат. — 2002. — Тохсунньу 4 к. (якут.)
- Колосов, С. П. Манчаары оҕо эрдэҕинэ сылдьыбыт, оонньообут алаастара, доҕотторо // Сайдыы аартыга. — 2004. — Олунньу 27 к. (якут.)
- Копырин, Н. Албан аата үйэлэргэ өлбөөдүйбэт // Кыым. — 2003. — Тохсунньу 23 к. (якут.)
- Марков, С. Экспедиция бастакы хардыылара : [В. М. Абрамов салайыытынан «Манчаары суолунан» диэн экспедиция] // Саха сирэ. — 2001. — Тохсунньу 27 к. (якут.)
- Дмитриев, П. Манчаары — народный певец и олонхосут-импровизатор // Кулумнуур. — 2000. — № 4. — С. 74.
- Ленская, А. Манчары на белом коне : [Изд-вом «Бичик» выпущен роман нар. поэта И. Гоголева «Манчары»] // Якутия. — 2001. — 13 июля.
- Мегино-Кангаласский Робин Гуд : [О Манчаары] // Наше время. — 2000. — 23 июля.